# Terra Bruta
Two Rode Together (bra/prt: Terra Bruta) é um filme estadunidense de 1961, dos gêneros faroeste e drama, dirigido por John Ford e roteirizado por Frank Nugent, baseado  no livro Comanche Captives, de Will Cook. A trilha sonora é de George Duning.

## Sinopse
Dois homens, um ex-batedor, o outro um oficial de cavalaria, negociam com os comanches, o resgate de crianças seqüestradas, por anos esperadas por seus pais.

## Elenco
- James Stewart .......  Delegado Guthrie McCabe
- Richard Widmark ....... Primeiro Tenente Jim Gary
- Shirley Jones ....... Marty Purcell
- Linda Cristal ....... Elena de la Madriaga
- Andy Devine....... Sargento Darius P. Posey
- John McIntire ....... Major Frazer
- Paul Birch ....... Juiz Edward Purcell
- Willis Bouchey ....... Mr.Harry J. Wringle
- Henry Brandon ....... Chefe Quanah Parker
- Harry Carey Jr. ……. Ortho Clegg
- Olive Carey ....... Mrs. Abby Frazer
- Ken Curtis ....... Greeley Clegg
- Chet Douglas ....... Auxiliar Ward Corby
- Annelle Hayes ....... Belle Aragon
- David Kent ....... Running Wolf (Steve Purcell)
- Anna Lee ....... Mrs. Malaprop
- Jeanette Nolan ....... Mrs. Mary McCandless
- John Qualen ....... Ole Knudsen
- Ford Rainey ....... Reverendo Henry Clegg
- Woody Strode ....... Stone Calf
- Ruth Clifford ....... Mulher (não-creditada)